# Øresund
Øresund dansko Øresund [ˈøːɐˌsɔnˀ]; švedsko Öresund), je morski preliv, ki tvori dansko-švedsko mejo med danskim otokom Zelandijo (Sjælland) in švedsko pokrajino Skanijo (Skåne). Preliv je dolg 118 kilometrov; njegova širina se spreminja od 4 kilometrov do 28 kilometrov. Na najožji točki med Helsingørjem na Danskem in Helsingborgom na Švedskem je širok 4 kilometre.
Øresund je skupaj s prelivoma Veliki Belt (Storebælt) in Mali Belt (Lillebælt) in Kielskim prekopom ena od štirih plovnih poti, ki povezujejo Baltsko morje z Atlantskim oceanom preko Kattegata, Skagerraka in Severnega morja; zaradi tega je ena najbolj obremenjenih vodnih poti na svetu.
1. julija 2000 sta danska kraljica Margareta II. in švedski kralj Karl XVI. Gustav predala v promet Øresundski most, ki povezuje København in Malmö,  dvonacionalno metropolitansko območje s skoraj 4 milijoni prebivalcev.
Øresund je geološko mlada ožina, ki je nastala pred 8500–8000 leti kot posledica dviga morske gladine. Prej je bilo jezero Ancylus, sladkovodno telo v Baltskem bazenu, povezano z morjem izključno prek Velikega Belta. Vdor slane vode preko Øresunda je zaznamoval začetek modernega Baltskega morja kot telesa slane vode.

## Ime
Ožina se imenuje Øresund v danščini in Öresund v švedščini, neuradno Sundet (morski preliv) v obeh jezikih. Prvi del imena je øre - prodnata/peščena plaža, drugi del pa je sund, tj. preliv, ožina.
Ime je prvič potrjeno na runskem kamnu iz ca. leta 1000, kjer je zapisano kot ura suti, brati kot starovzhodnonordijska /øːrasundi/ (dativ). Starozahodnonordijska (in sodobna islandska) oblika imena je Eyrarsund. Ør je sodobna oblika stare nordijske besede (aur), ki pomeni prodnato plažo ali plitvino (glej tudi ayre), ki pogosto tvori rt. Takšne oblike reliefa so na tem območju običajne in ör najdemo v številnih imenih krajev vzdolž preliva, npr. Helsingør, Skanör, Dragør in Halör, pomembno trgovsko središče v vikinški dobi.

## Meje
Severna meja med Øresundom in Kattegatom je črta, ki gre od kraja Gilleleje na severnem vrhu Zelandije do skrajne zahodne točke Kullaberga (Kullenov svetilnik) na manjšem polotoku severno od Helsingborga, znanem kot Kullahalvön. Na jugu se meja proti Baltskemu morju začne pri Stevns Klintu, na najzahodnejšem vrhu polotoka južno od zaliva Køge, polotoka Stevns do Falsterba na polotoku Falsterbo. Vzhodna meja je švedska obala; na zahodu se Amager lahko obravnava kot del Øresunda (v tem primeru je največji otok) ali del Zelandije. Amager ima osem povezav s Zelandijo (dva ulična mostova, cestni most, avtocestni most, dvotirni železniški predor, podzemni metro in kolesarski most) ter kombinirano avtocesto in dvotirno železnico do Skanije in Švedske.

## Tokovi, živali in slanost
Øresund je tako kot drugi danski in dansko-nemški prelivi na meji med oceansko slano vodo (ki ima slanost več kot 30 PSU ali promilov teže) in veliko manj slanim Baltskim morjem.
Ker ima Kattegat na severu skoraj oceanske razmere in Baltsko morje (okoli 7 PSU, v njegovem glavnem bazenu) somornico, so vodne razmere v Øresundu precej nenavadne in spremenljive. Tokovi so zelo zapleteni, vendar je površinski tok pogosto usmerjen proti severu (iz Baltskega morja), kar daje nižjo površinsko slanost, čeprav se tokovi lahko spreminjajo iz dneva v dan. Povprečna površinska slanost je približno 10–12 PSU v južnem delu, vendar nad 20 PSU severno od Helsingørja.
Blizu morskega dna (kjer je morje dovolj globoko) so razmere bolj stabilne in slanost je vedno oceanska (nad 30 PSU) pod določeno globino, ki se giblje med 10 in 15 metri. V južnem delu pa je globina 5–6 metrov (zunaj precej ozkih vodnih poti Drogden in Flintrännan) in to je definitivna meja oceanske slane vode, torej tudi meja za številne morske vrste živali. V osrednjem Baltskem morju prebiva samo 52 znanih slanovodnih vrst, v Severnem morju pa okoli 1500. Znano je, da vsaj v nekem delu Øresunda obstaja skoraj 600 vrst. Dobro znani primeri, pri katerih slanost dna predstavlja izrazito gnezditveno mejo, so jastog, rak Carcinus maenas, več vrst bokoplut in rumena lasasta meduza (cyanea capillata); slednja lahko včasih zanese v jugozahodno Baltsko morje, vendar se tam ne more razmnoževati.
Obstajajo dnevne plime, vendar lunarna privlačnost ne more prisiliti, da bi se veliko vode premaknilo od zahoda proti vzhodu ali obratno, v ozkih vodah, kjer je tok usmerjen proti severu ali jugu. Torej ni velike razlike v nivoju vode v Øresundu zaradi dnevnega plimovanja, druge okoliščine pa "skrijejo" majhno plimovanje, ki še ostaja. Tok ima na vodostaj veliko močnejši vpliv kot plima, vendar lahko na vodostaj vpliva tudi močan veter. V izjemnih razmerah, kot so nevihte in orkani, lahko oceanska voda nenadoma priteče v Baltsko morje na vseh globinah. Takšni dogodki dajejo globokim vodam v južnem Baltskem morju večjo slanost, zaradi česar se trske gadus morhua tam lahko razmnožujejo. Če približno desetletje ne pride do takšnega dotoka oceanske vode v Baltsko morje, postane vzreja trske ogrožena.

## Zgodovina
Politični nadzor nad Øresundom je bil pomembno vprašanje v danski in švedski zgodovini. Danska je ohranila vojaški nadzor z obalno trdnjavo Kronborg pri Elsinorju na zahodni strani in Kärnan pri Helsingborgu na vzhodu, dokler ni bila vzhodna obala leta 1658 predana Švedski na podlagi pogodbe iz Roskildeja. Obe trdnjavi sta tam, kjer je ožina široka 4 kilometre.
Leta 1429 je kralj Erik Pomorjanski uvedel dajatve, ki so ostale v veljavi več kot štiri stoletja, do leta 1857. Prehodne dajatve za uporabo vodnih poti, cest, mostov in prehodov so bile takrat sprejet način obdavčitve, ki je lahko predstavljal velik del dohodka države. Prispevki v ožini so ostali najpomembnejši vir dohodka za dansko krono več stoletij, zaradi česar so bili danski kralji relativno neodvisni od danskega tajnega sveta in aristokracije.
Da bi bila neodvisna od Øresunda, je Švedska izvedla dva velika projekta: ustanovitev Göteborga leta 1621 in gradnjo prekopa Göta od 1810 do 1832.
Københavnska konvencija iz leta 1857 je odpravila pristojbine in danske prelive spremenila v mednarodno plovno pot.
Leta 2000 je bila čez ožino odprta fiksna povezava, Øresundski most.

## Pomembni otoki

### Danska
- Amager (zahodni del je umetna razširitev iz Øresunda ali natančneje iz Kalvebodena)
- Saltholm
- Peberholm – umetni otok
- Middelgrundsfortet – umetni otok
- Flakfortet – umetni otok
- Amager Strandpark - umetna plaža v Kopenhagnu
- Brøndby Strandpark - umetna plaža v Kopenhagnu v Køge Bugtu
- Vallensbæk-Ishøj Strandpark - umetna plaža v Kopenhagnu v Køge Bugtu

### Švedska
- Ven (Hven v danščini)
- Gråen – umetni otok zunaj pristanišča Landskrona (povečanje iz Øresunda v 17. in 20. stoletju)

## Pomembne znamenitosti
Danska
- Køge Bugt (zaliv Køge)
- Nivå Bugt (zaliv Nivå)
- Kalveboderne

Švedska
- Lundåkrabukten (Lundåkra Bay)
- Lommabukten (Lomma Bay)
- Höllviken

## Literatrua
- Menefee, Samuel Pyeatt, "The Strait Dues and Access to the Baltic Sea" in Renate Platzoder and Philomene Verlaan (eds.), The Baltic Sea: New Developments in National Policies and International Co-Operation (1996), pp. 101–32.